# Jake Moody
Jake Moody (Northville, Míchigan; 23 de noviembre de 1999) es un jugador profesional estadounidense de fútbol americano, se desempeña en la posición de placekicker en San Francisco 49ers, en la National Football League (NFL).

## Carrera
Hizo su debut profesional con el equipo San Francisco 49ers, lleva jugando una temporada, comenzó en el 2023.